# Fenerivia
Fenerivia là chi thực vật có hoa trong họ Annonaceae.
Chi này được tách ra từ chi Polyalthia, là chi duy nhất trong tông Fenerivieae.

## Các loài
Chi này gồm 10 loài đặc hữu Madagascar:
- Fenerivia angustielliptica (G.E.Schatz & Le Thomas) R.M.K.Saunders, 2011
- Fenerivia capuronii (Cavaco & Keraudren) R.M.K.Saunders, 2011
- Fenerivia chapelieri (Baill.) R.M.K.Saunders, 2011
- Fenerivia emarginata (Diels) R.M.K.Saunders, 2011
- Fenerivia ghesquiereana (Cavaco & Keraudren) R.M.K.Saunders, 2011
- Fenerivia heteropetala Diels, 1925 - Loài điển hình.
- Fenerivia humbertii (Cavaco & Keraudren) R.M.K.Saunders, 2011
- Fenerivia madagascariensis (Cavaco & Keraudren) R.M.K.Saunders, 2011
- Fenerivia oligosperma (Danguy) R.M.K.Saunder, 2011 (đồng nghĩa: Artabotrys oligospermus Danguy, 1922)
- Fenerivia richardiana (Baill.) R.M.K.Saunders, 2011